# Флаг Либерии
Государственный флаг Либерии напоминает флаг США и состоит из 11 полос (6 красных и 5 белых) и синего поля с белой звездой. Одиннадцать полос обозначают одиннадцать подписей на декларации независимости, причём красный цвет символизирует храбрость, а белый — моральные устои. Белая звезда символизирует освобождение рабов, а синий квадрат — африканский континент.
Флаг Либерии является самым распространённым флагом мирового торгового флота (около 1600 судов других стран ходят под этим флагом). Данный факт объясняется дешевизной пошлин за использование флага по сравнению с другими странами. Пошлины за использование флага составляют существенную часть (в иные годы до 90 %) доходов казны Либерии.